# Eric Geringius

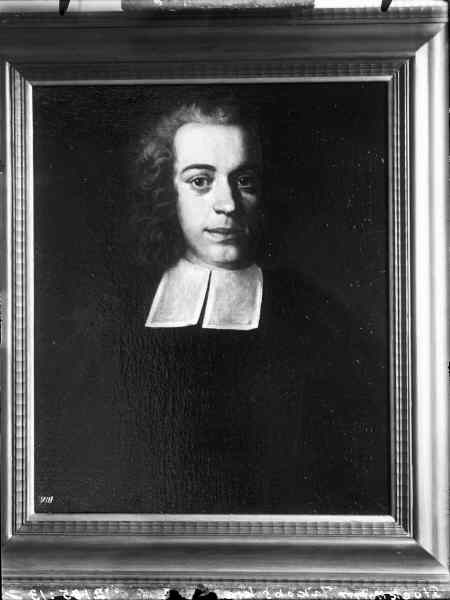
Eric Geringius, porträtt i olja i Sankt Jacobs kyrka, Stockholm (1730). Foto: Kulturmiljöbild (KMB), Riksantikvarieämbetet.

Eric Geringius, född 19 december 1707 i Bettna församling, Södermanlands län, död 12 januari 1747 i Jakobs församling, Stockholms län, var en svensk kopparstickare och präst (brukspredikant). Han var kusin till kopparstickaren Carl Eric Bergquist.

## Studier och brukspredikant
Geringius tog studenten i Uppsala 1725 och studerade teologi i Uppsala från 1725 och var samtidigt elev i kopparstickskonsten hos Johannes van den Aveelen. Han prästvigdes 1730. Han var huspräst hos riksrådet greve Olof Törnflycht och befordrades 1737 till brukspredikant vid Vellinge i Skåne.

## Präst i Stockholm
År 1740 blev Geringius präst i Stockholm och han blev då komminister vid Sankt Jacobs församling och Johannes församling i Stockholm. När han avled 1747 var han tjänstgörande i dessa församlingar.

## Kopparstickare
Han utvecklade en flitig verksamhet som kopparstickare och utmärkte sig särskilt i sina tidigare stick för en smakfull linjeföring och god form.
Under lång tid var han en av de få som utövade kopparstickarekonsten i Sverige. Han utövade konsten med flit och framgång. I denna konst erhöll han redan som ung student handledning av Johannes van den Aveelen. Undervisningen kan inte ha varit så långvarig, eftersom Aveelen avled redan 1727, Geringius utbildade sig troligen mest på egen hand.

## Kända porträtt
Han har utfört ganska många arbeten. Geringius verksamhet som grafiker varade knappt två decennier. De flesta bladen som han utförde är porträtt och i regel är de utförda efter oljemålningar. Genom riksrådet Olof Törnflycht, som var Geringius gynnare, fick han kontakt med kungahuset. Redan 1731, under sin tid som huspredikant, utförde Geringius porträttet av Törnflycht. Bland Geringius verk märks porträtt av Ulrika Eleonora den yngre, i hel figur efter Georg Engelhard Schröder, Adolf Fredrik, byst, Lovisa Ulrika, motstycke, samt bilderna av ärkebiskopen Erik Benzelius den yngre. Bland andra kända personer som han avbildade kan nämnas presidenten och riksrådet,  greve Herman Cedercreutz (ursprungligen Herman Tersmeden), T. Schyllberg, ingenjören och amatörfysikern Mårten Triewald, fornminnesforskaren Olof Verelius, läkaren Johan Gustaf Hallman, Karl XII:s fältpräst historikern och kyrkoherden Jöran Nordberg, kyrkoherden Johan Possieth, ärkebiskopen Matthias Steuchius, poeten Johan Runius och presidenten och riksrådet Olof Törnflycht. Geringius verkade även som illustratör. Geringius finns representerad vid bland annat Uppsala universitetsbibliotek och Nationalmuseum i Stockholm.

## Verk

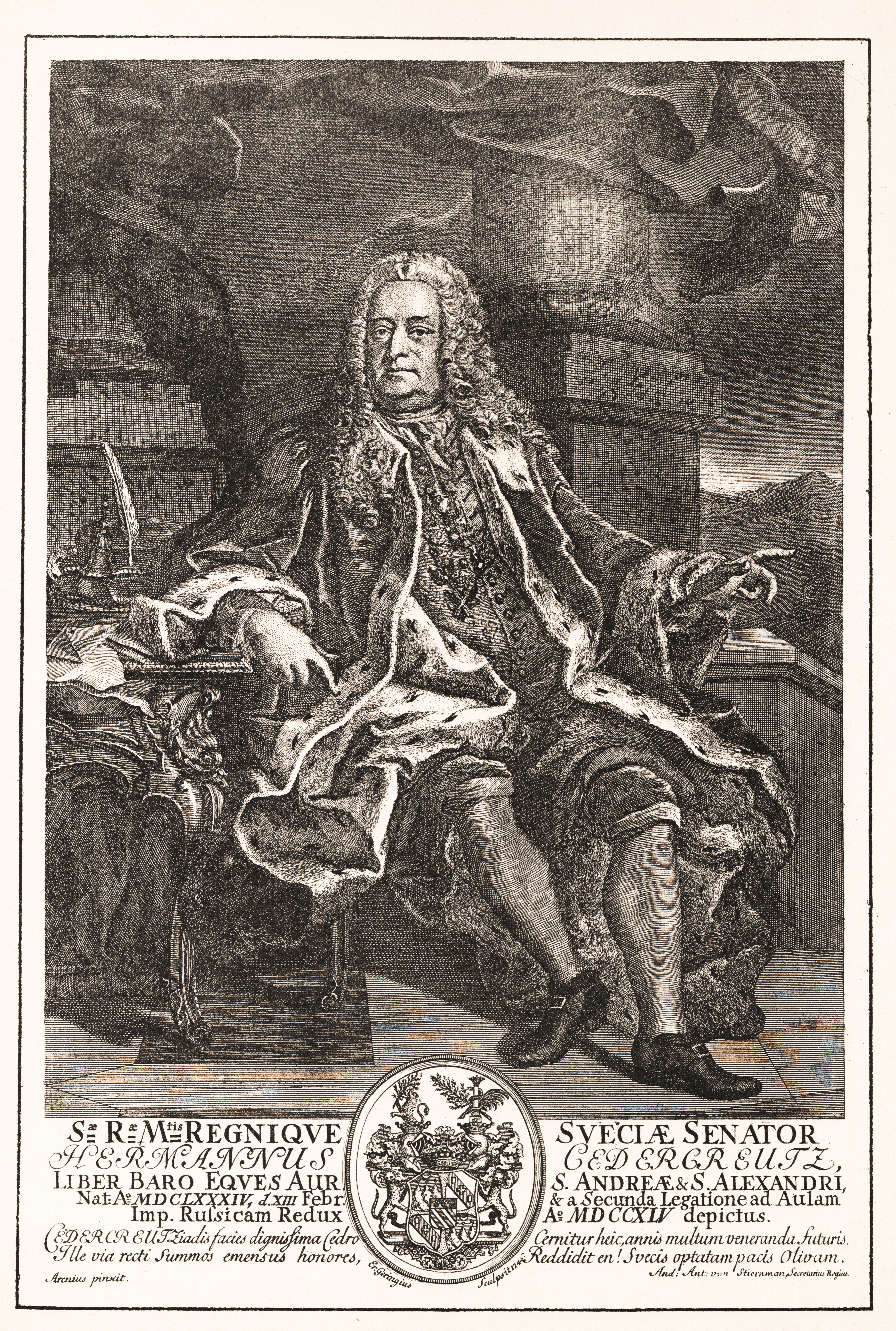
Herman Cedercreutz.
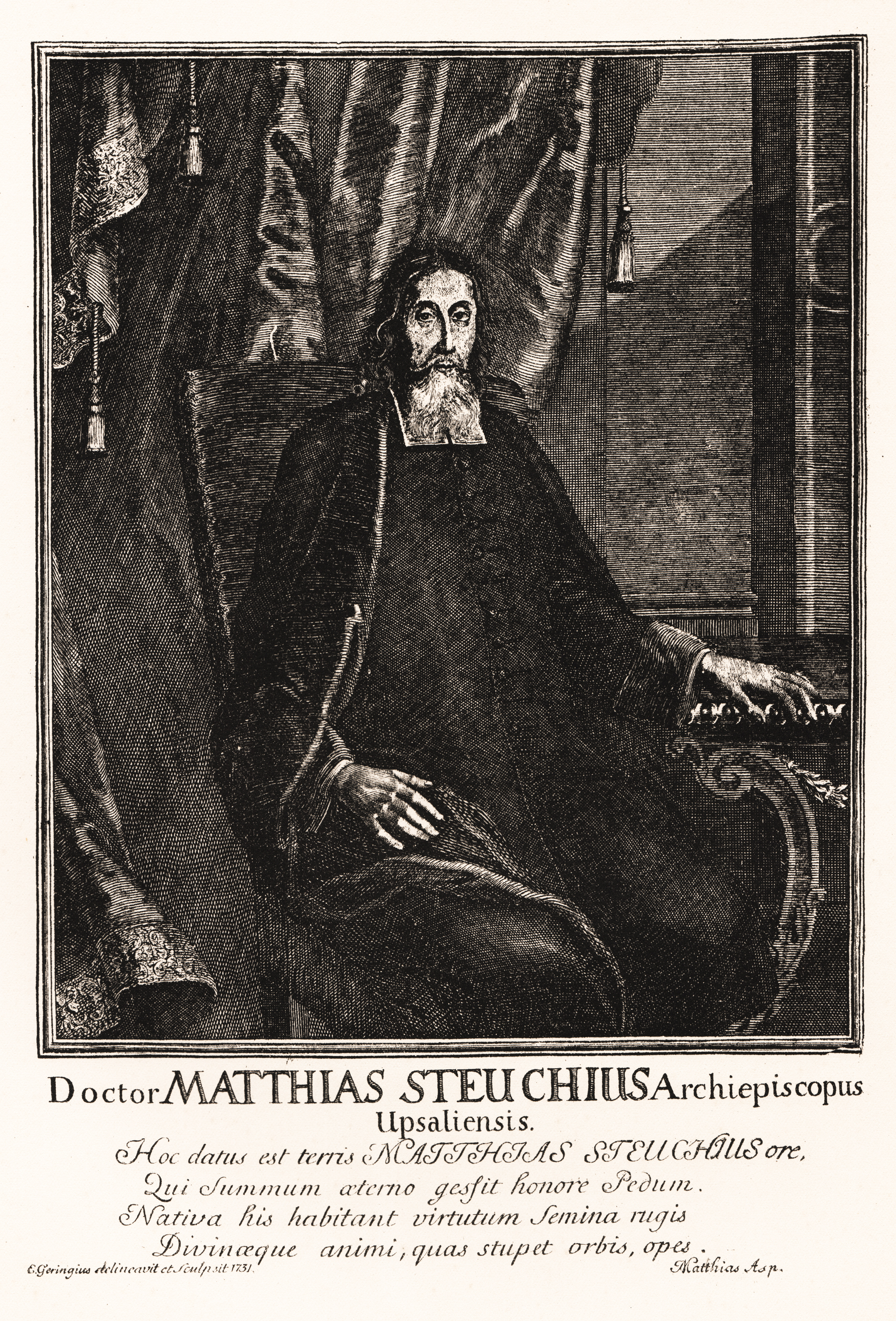
Mathias Steuchius (1751).
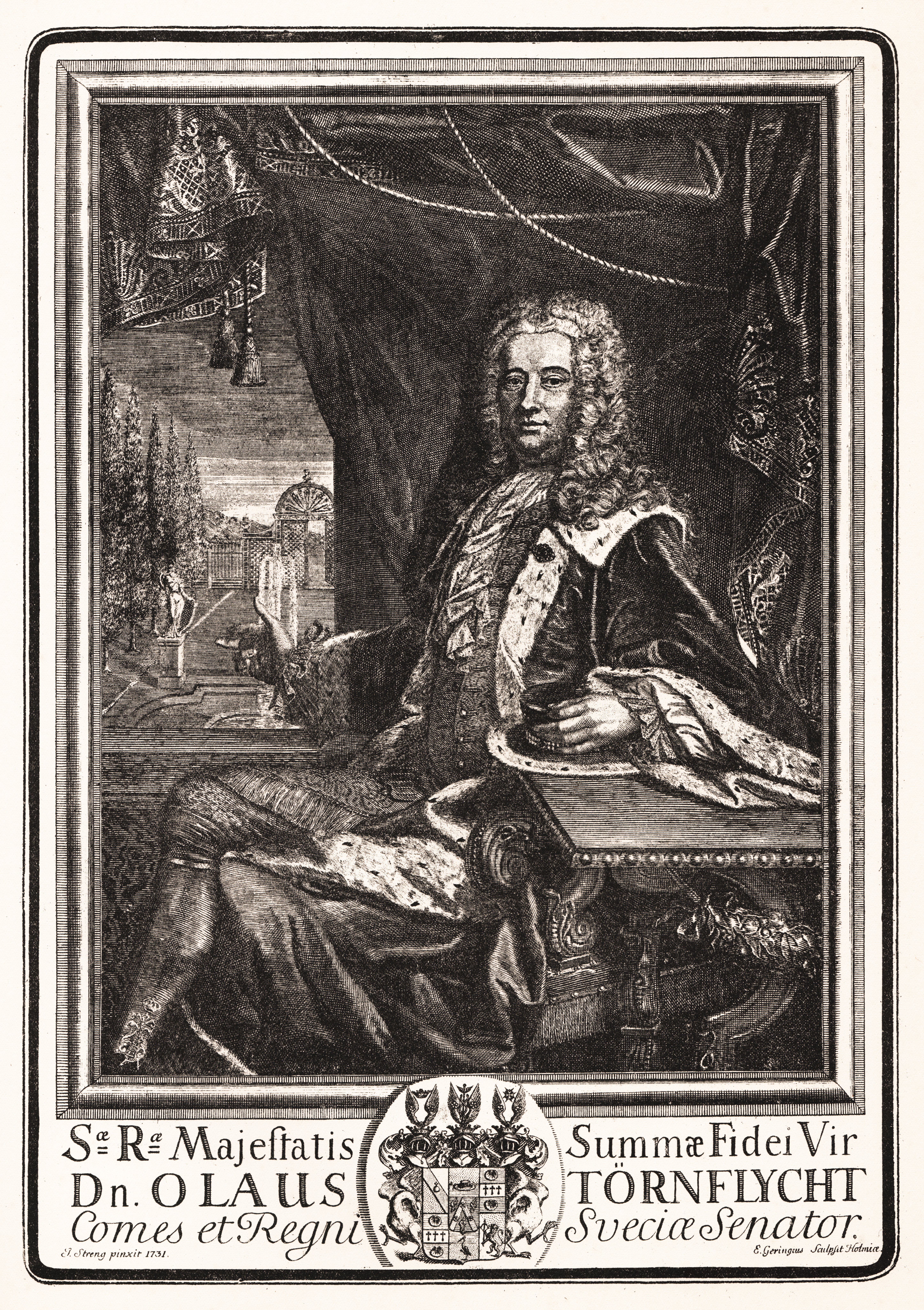
Olof Törnflycht.